# Atebubu-Amantin District
Atebubu-Amantin District är ett distrikt i Ghana.   Det ligger i regionen Brong-Ahaforegionen, i den centrala delen av landet, 250 km norr om huvudstaden Accra.